# Furusjön (Habo socken, Västergötland)
Furusjön är en sjö i Habo kommun i Västergötland och ingår i Motala ströms huvudavrinningsområde. Sjön har en area på 0,282 kvadratkilometer och ligger 236 meter över havet. Sjön avvattnas av vattendraget Knipån. Vid provfiske har abborre, gädda, mört och sutare fångats i sjön. Längs sjöns sydöstra strand ligger tätorten Furusjö och en badplats.

## Delavrinningsområde
Furusjön ingår i det delavrinningsområde (642772-138844) som SMHI kallar för Utloppet av Furusjön. Avrinningsområdets medelhöjd är 286 meter över havet och ytan är 29,12 kvadratkilometer. Det finns inga delavrinningsområden uppströms utan avrinningsområdet är högsta punkten. Knipån som avvattnar avrinningsområdet har biflödesordning 2, vilket innebär att vattnet flödar genom totalt 2 vattendrag innan det når havet efter 216 kilometer. Delavrinningsområdet består mestadels av skog (71 %). Avrinningsområdet har 1,02 kvadratkilometer vattenytor vilket ger det en sjöprocent på 3,5 %. Bebyggelsen i området täcker en yta av 0,35 kvadratkilometer eller 1 % av avrinningsområdet.

## Galleri

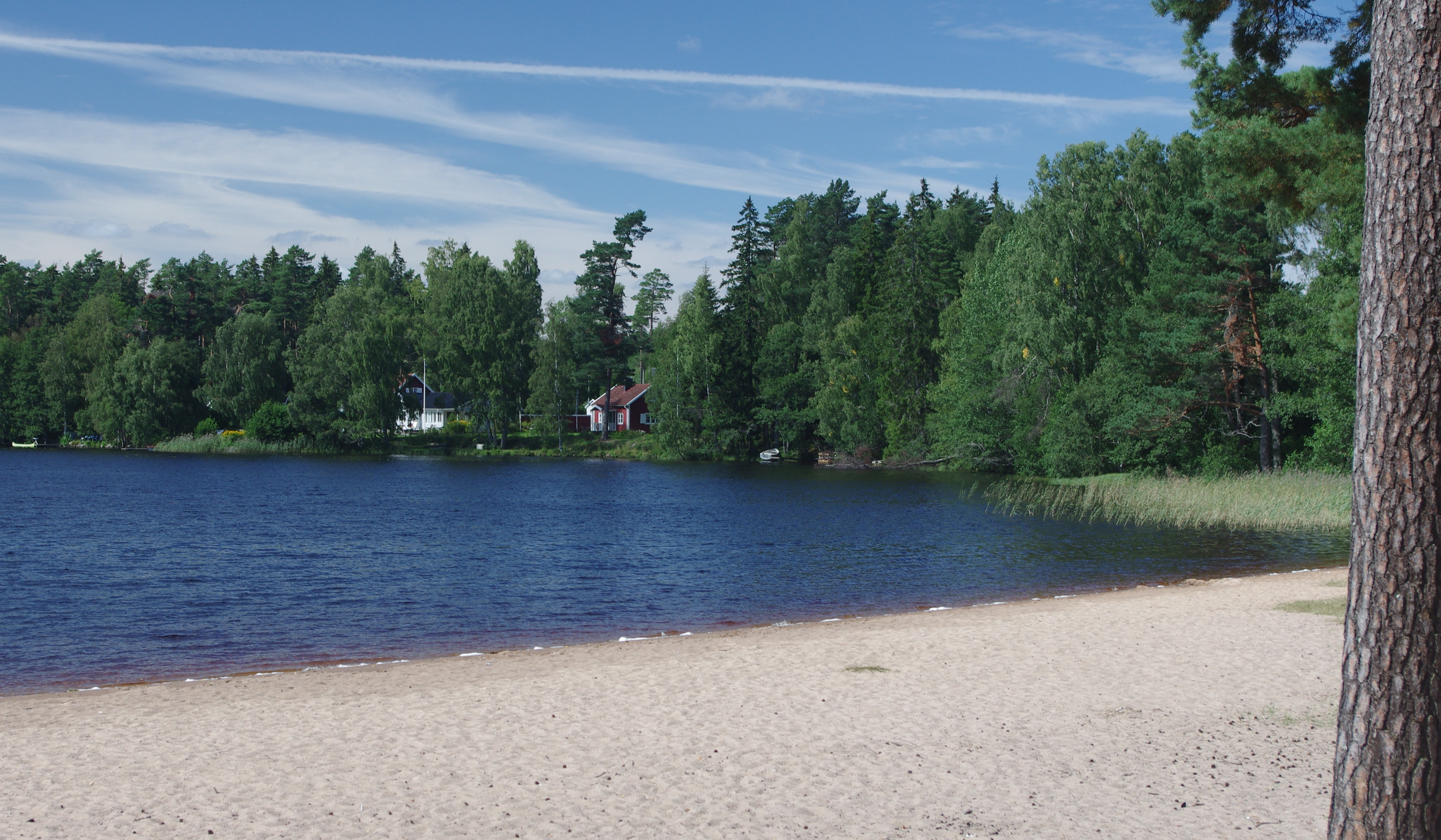
Nordöstra delen av sjön.
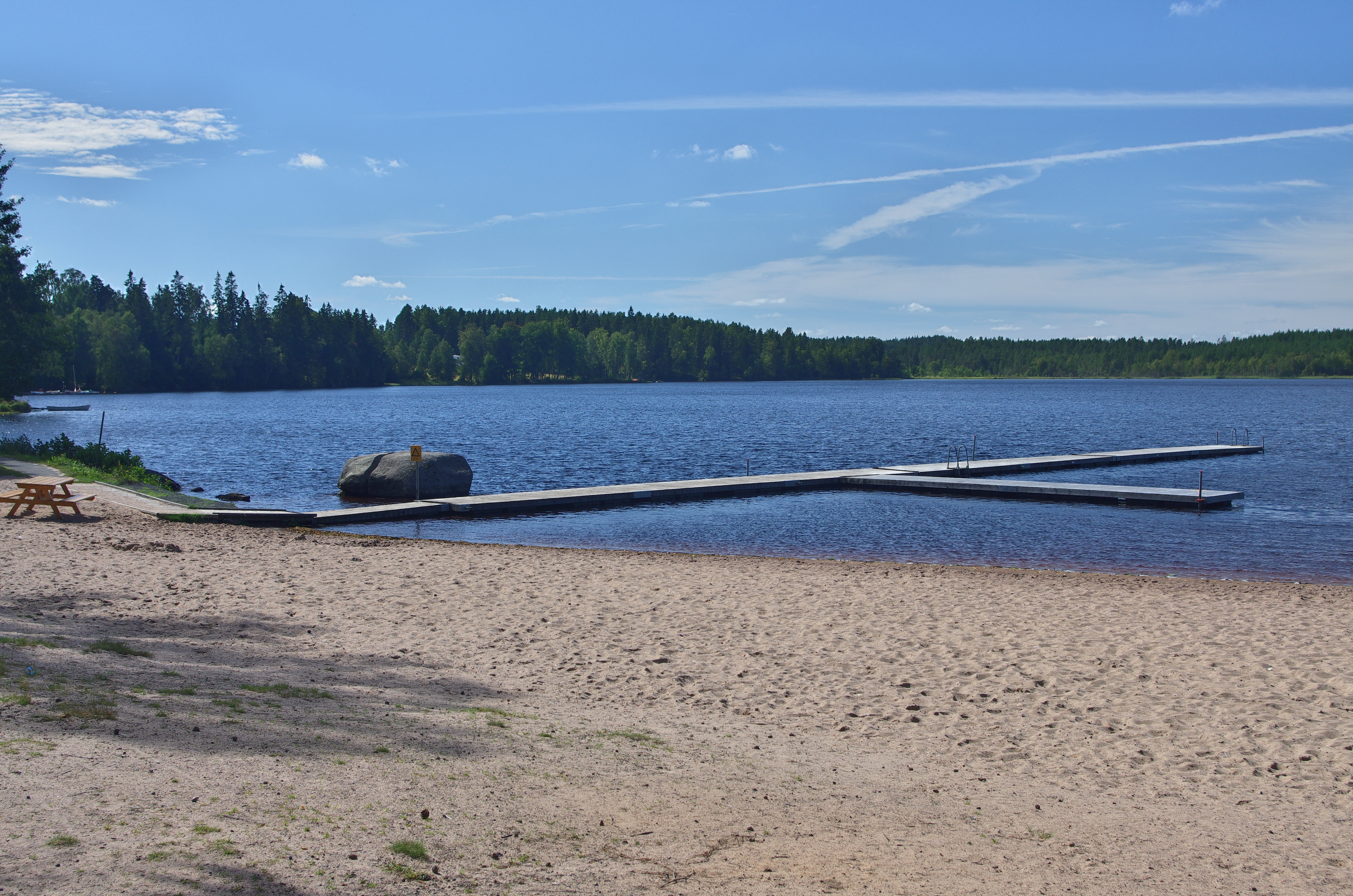
Bryggan vid badplatsen sommaren 2011.
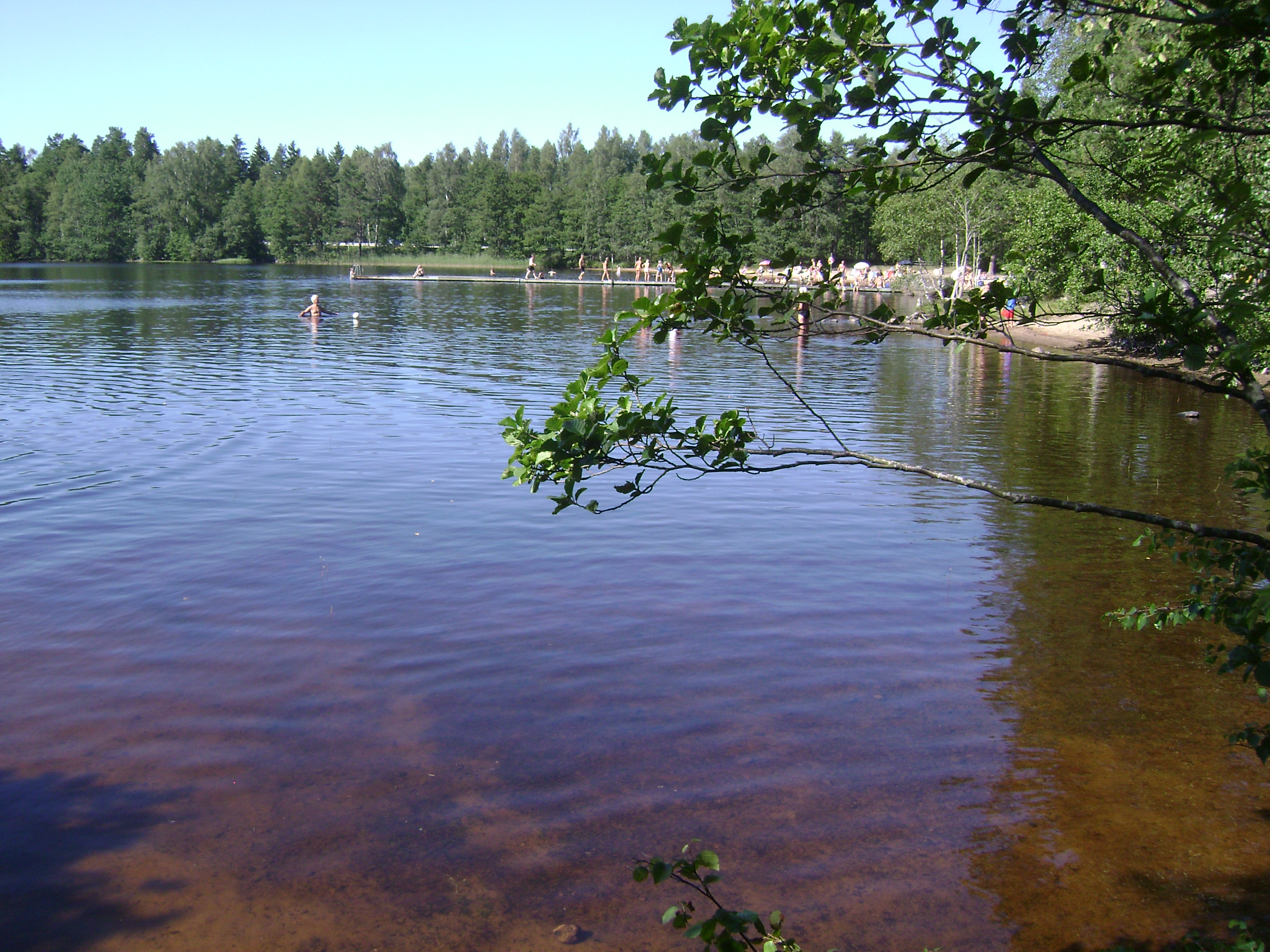
Badplatsen i juli 2008.